# Musée de la mer de Peñíscola
Pour les articles homonymes, voir Musée de la Mer.
Le musée de la Mer (en valencien Museu de la Mar) est un musée situé dans la ville de Peñíscola (Baix Maestrat, Communauté valencienne). Il occupe l'ancien bâtiment Les Costures (Baluard del Príncep). Ce musée constitue une attraction supplémentaire pour la vieille ville. Le Musée montre aux visiteurs la vie d'autrefois du monde de la mer par des panneaux qui contiennent des informations, des photographies, des dessins et des gravures anciennes. L'entrée est gratuite. Il propose également des supports (CD-ROM, vidéo, logiciels ...) et expose des espèces vivantes (espèces marines dans les trois aquariums méditerranéens). Le Musée a reçu la visite de 50 000 personnes en deux mois (juillet et août) en 2001.

## Galerie

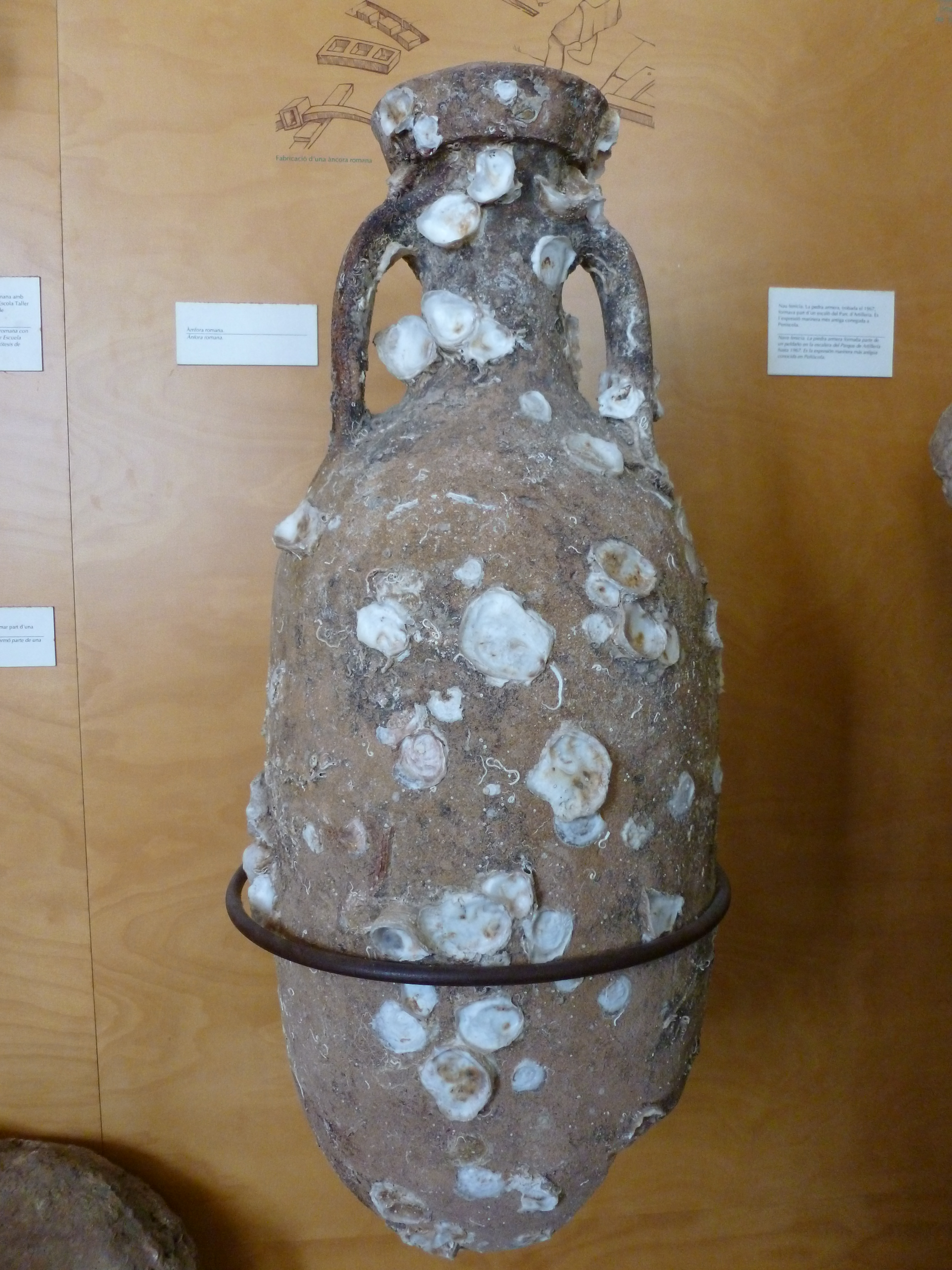
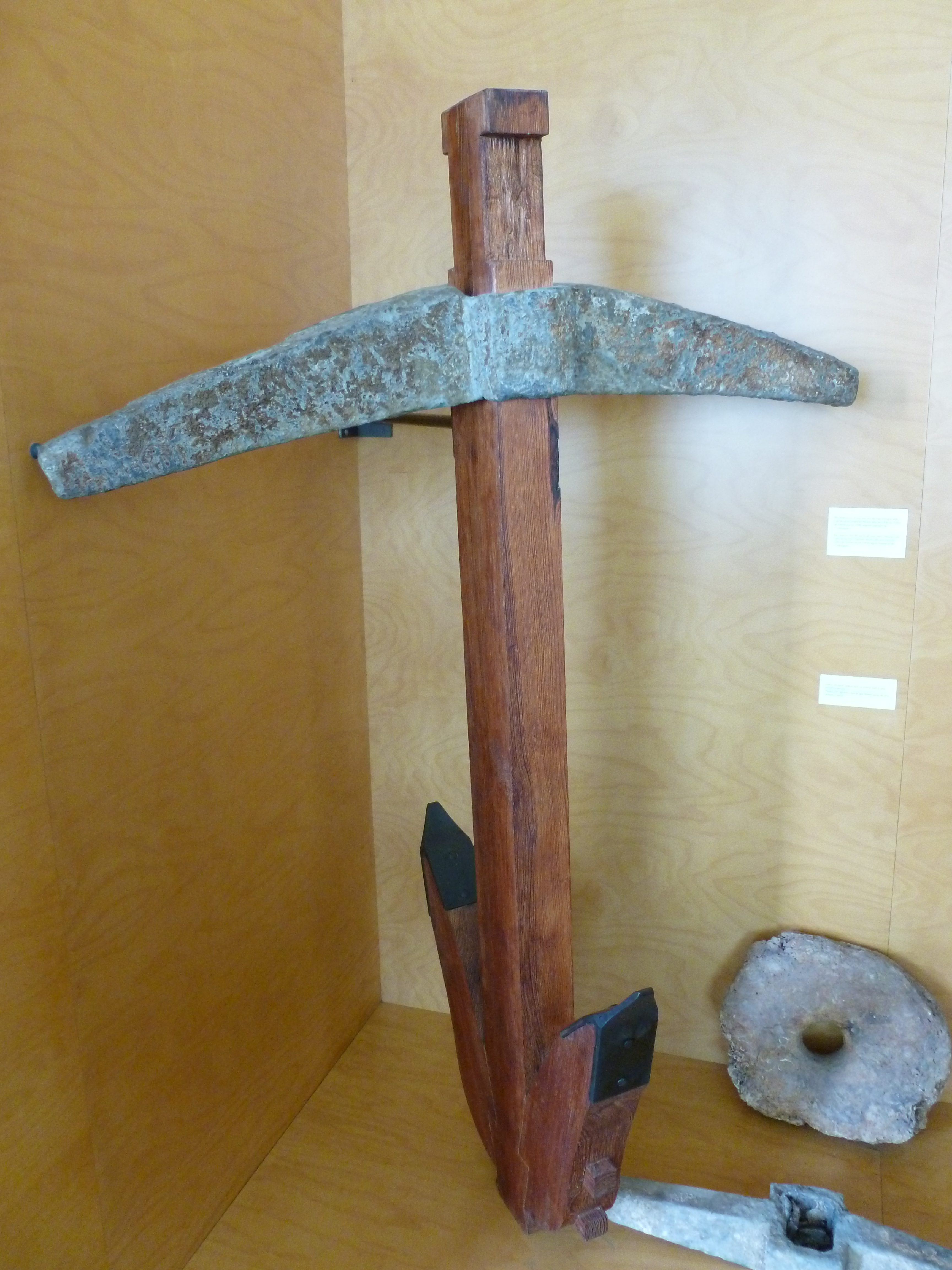
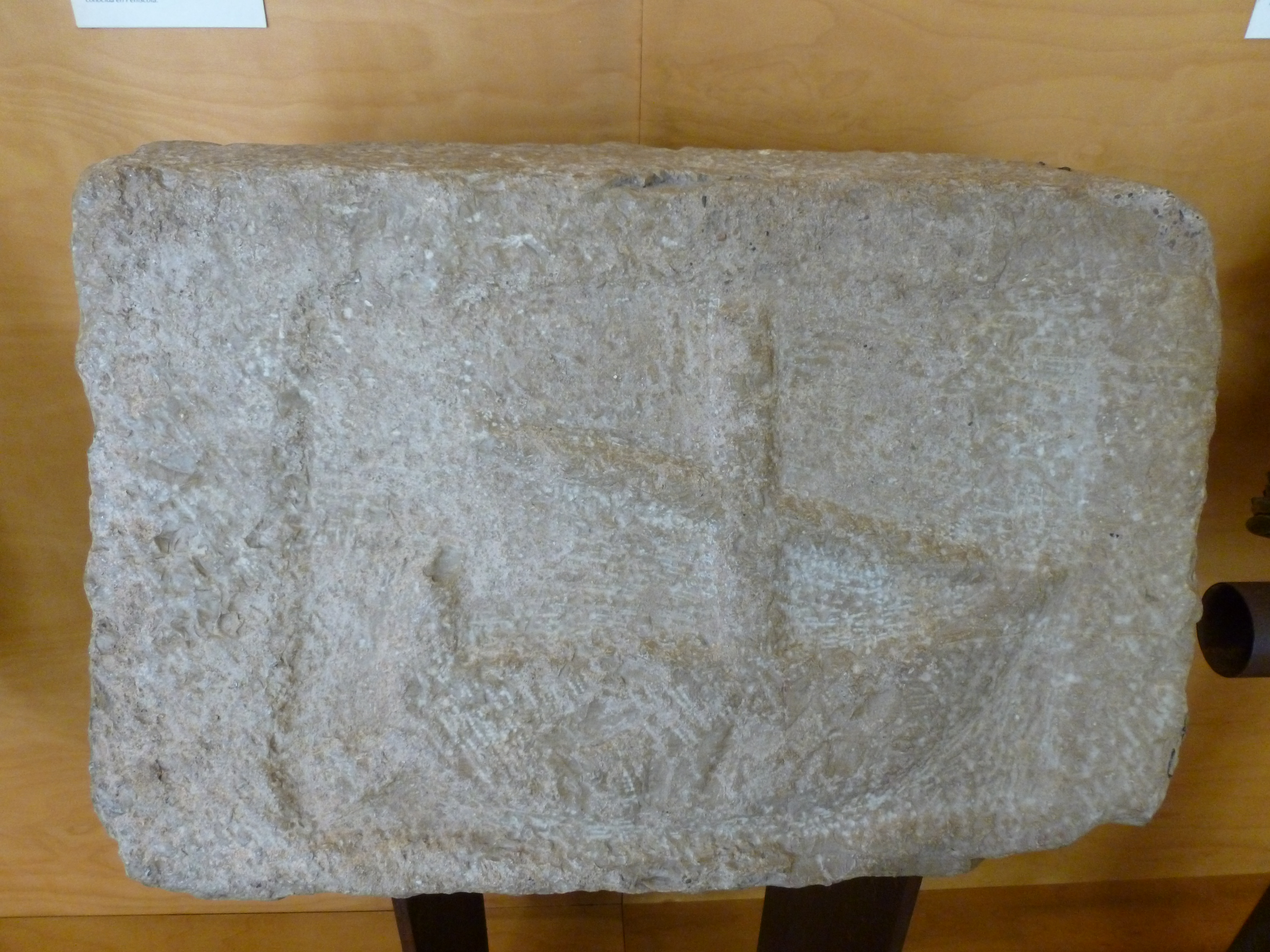
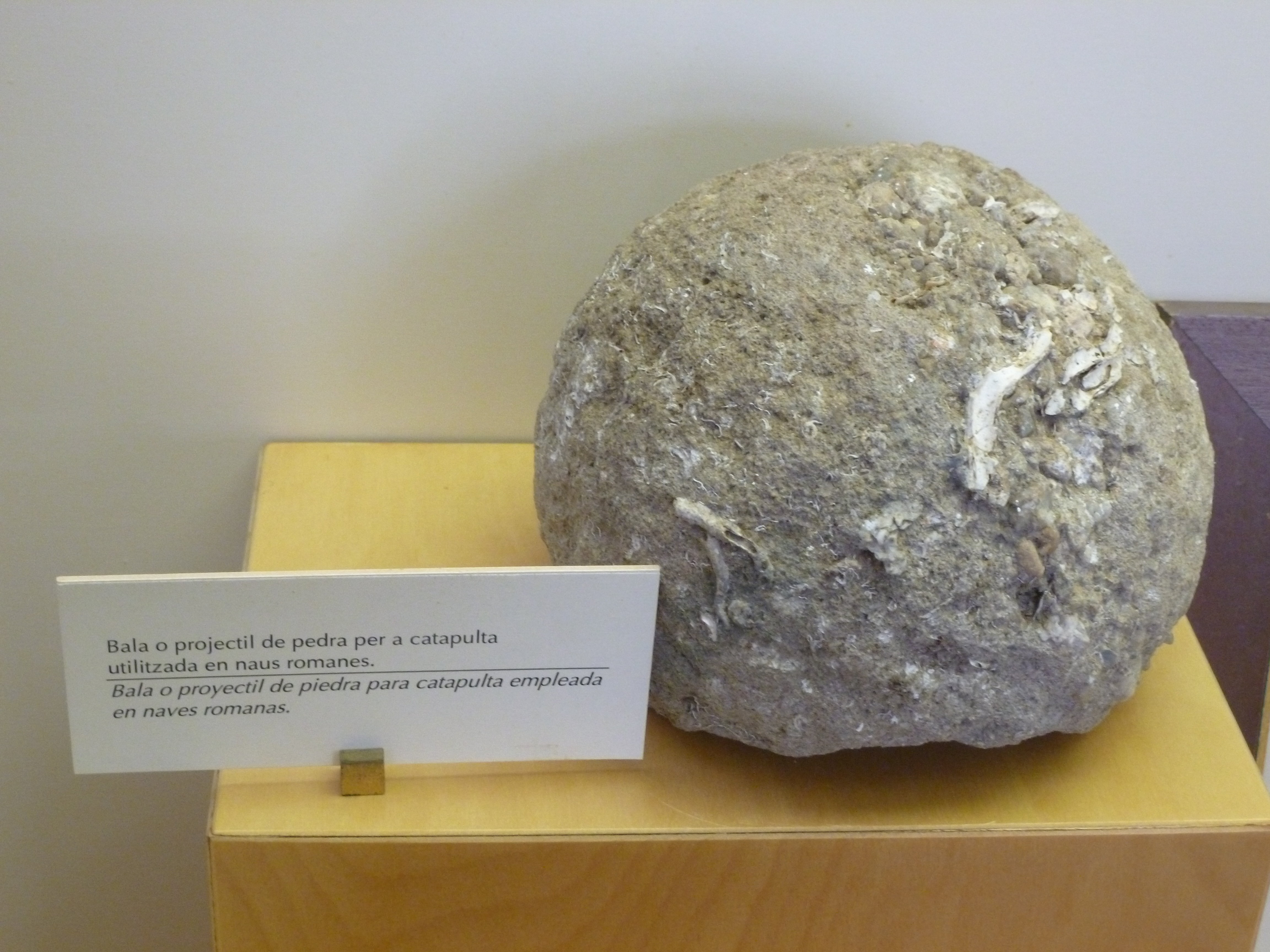